# Baragoi
Baragoi is plaats in Kenia, gelegen in het district Samburu ten noorden van de plaats Maralal en ten oosten van de Suguta Valley. Er wonen bijna 20.000 inwoners (peildatum 1999). De bevolking bestaat voornamelijk uit Samburu, Turkana en Somalische stammen.